# Jesper Hansen (sportskytt)
Jesper Hansen, född 19 november 1980 i Bjergsted, är en dansk sportskytt.
Han blev olympisk silvermedaljör i skeet vid sommarspelen 2020 i Tokyo.